# 社硎乡
社硎乡是中国福建省莆田市仙游县下辖的一个乡。

## 行政区划
社硎乡下辖以下地区：
社硎村、塘西村、湖洋村、白硎村、田楼村、田利村、上旱村、白洋村、仙头村、沈楼村、修园村、卓林村、厝洋村和半岭村。